# José María Castrillo Puente
José María Castrillo Puente, conocido como Padre Castrillo (Los Balbases, Burgos; 19 de marzo de 1893 - Madrid, 9 de agosto de 1950), fue un sacerdote católico español, Capellán en la División Azul en la Unión Soviética durante la Segunda Guerra Mundial.

## Biografía
Antes de ingresar en el Cuerpo Eclesiástico desempeñó varios cargos parroquiales el la Archidiócesis de Burgos. 
Director de la revista editada en Bilbao y titulada El Pan de los Pobres.
Destinado al Batallón de Cazadores África n.º 5 participa en la guerra del Rif.

## Guerra Civil
Durante la Segunda República Española, retirado del Ejército Español,  ejerce su ministerio sacerdotal y la enseñanza en la villa de Madrid.
Fruto de la  persecución religiosa durante la Guerra Civil Española fue detenido y encerrado en la prisión de San Antón. Acredita su adhesión a la República, siendo puesto en libertad.

## Segunda Guerra Mundial
Capellán del Regimiento de Infantería n.º 1  se presenta como voluntario en Madrid a para acudir a la División Azul con la intención de combatir el bolchevismo.
Fue destinado al 263.º Regimiento de Infantería del coronel Vierna Trápaga.
El 16 de octubre de 1941 fue alcanzado por la artillería soviética, convaleciendo en el hospital de Königsberg, donde ejerce como capellán hasta su repatriación...